# Tom Shadyac
Thomas Peter "Tom" Shadyac, född 11 december 1958 i Falls Church i Virginia, är en amerikansk filmregissör, manusförfattare, filmproducent och författare.

## Biografi
Shadyac föddes i staden Falls Church, belägen i den amerikanska delstaten Virginia, till föräldrarna Julie och Richard Shadyac. Hans mor var av libanesisk härkomst, medan hans far var av halvirländsk och halvlibanesisk härkomst. Modern, som gick bort i cancer år 1998, tillbringade stora delar av Shadyacs vuxna liv helt och hållet i rullstol.
Shadyac gick på J.E.B. Stuart High School i hemstaden Falls Church, där han bland annat spelade basket, och var medlem i den så kallade "Key Club". År 1975 och 1976 var Shadyac inkluderad i den numera nedlagda boken "Who's Who Among High School Students" tills han tog sin examen år 1976.
Shadyac påbörjade sedan studier på University of Virginia, där han avlade examen år 1981. Han studerade därefter på UCLA Film School, där han avlade en masterexamen i film år 1989.

## Karriär
Shadyac flyttade som 24-åring till Los Angeles år 1983. Där blev han en så kallad "personalskämtskribent" till en man vid namn Bob Hope. Han var dessutom under en kort period skådespelare och medverkade då i ett avsnitt av TV-serien Magnum, samt i filmen Jocks från 1987. Han började sedan med att arbeta på "veckans filmer", som var omskrivna och regisserade för 20th Century Fox.
Shadyacs första storfilm var Den galopperande detektiven med skådespelaren och komikern Jim Carrey i huvudrollen. Efter filmens premiär fick Shadyac en framstående status i Hollywood och fick frekventa erbjudanden från betydande personer i komedibranschen som var angelägna att få samarbeta med honom. Han skulle dessutom komma att ge Jim Carrey ännu fler huvudroller, i filmer som bland annat Bruce den allsmäktige och Liar Liar.
Shadyac har också gjort en del andra filmer, såsom Den galna professorn, Patch Adams, Dragonfly och Evan den allsmäktige. Den sistnämnda filmen är en uppföljare till Bruce den allsmäktige. Han har också varit verkställande producent på ABC-serien 8 Simple Rules for Dating My Teenage Daughter. Han har också produktionsbolaget Shady Acres Entertainment, som ingick ett övergripande avtal med filmjätten Universal år 1999.
I oktober 2010 släppte Shadyac dokumentärfilmen I Am, där man får följa honom i efterdyningarna av en cykelolycka, som gav honom betydande skador.

## Privatliv
Shadyac gifte sig med Jennifer Barker år 1997. De skilde sig senare.

## Filmografi (i urval)
- 1994 – Den galopperande detektiven
- 1996 – Den galna professorn
- 1997 – Liar Liar
- 1998 – Patch Adams
- 2002 – Dragonfly
- 2003 – Bruce den allsmäktige
- 2007 – Evan den allsmäktige
- 2010 – I Am
- 2018 – Brian Banks